# Afrika-Cup 1959
Der Afrika-Cup 1959 (engl.: African Cup of Nations, franz.: Coupe d'Afrique des Nations) war die zweite Ausspielung der afrikanischen Kontinentalmeisterschaft im Fußball und fand vom 22. bis zum 29. Mai in  der Vereinigten Arabischen Republik (Ägypten und Syrien) statt. Organisiert vom afrikanischen Fußball-Kontinentalverband Confédération Africaine de Football (CAF) nahmen wie bei der ersten Austragung 1957 wieder nur drei Mannschaften Äthiopien, Vereinigte Arabische Republik und Sudan teil.
Gespielt wurde diesmal in einer einfachen Ligarunde Jeder gegen Jeden. Alle drei Spiele fanden in Kairo im Mokhtar El-Tetsh Stadium, dem früheren Stadion von Al Ahly, statt.
Die Mannschaft des Gastgebers konnte ihren Titel von 1957 verteidigen und wurde zum zweiten Mal Afrikameister im Fußball.
| \| Kairo \|                                |
| Spielort 1959 in der VA Republik (Ägypten) |
| Kairo                                      |

## Das Turnier

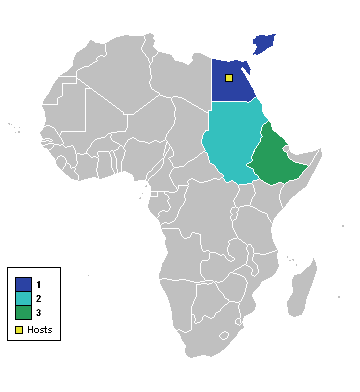
Teilnehmende Fußballnationalmannschaften

| Pl. | Land        | Sp. | S | U | N | Tore    | Diff. | Punkte |
| --- | ----------- | --- | - | - | - | ------- | ----- | ------ |
| 1.  | VA Republik | 2   | 2 | 0 | 0 | 006:100 | +5    | 04:0   |
| 2.  | Sudan       | 2   | 1 | 0 | 1 | 002:200 | ±0    | 02:20  |
| 3.  | Äthiopien   | 2   | 0 | 0 | 2 | 000:500 | −5    | 0:40   |

|                            |   |           |           |
| Fr., 22. Mai 1959 in Kairo |   |           |           |
| VA Republik                | – | Äthiopien | 4:0 (2:0) |
| Mo., 25. Mai 1959 in Kairo |   |           |           |
| Äthiopien                  | – | Sudan     | 0:1 (0:1) |
| Fr., 29. Mai 1959 in Kairo |   |           |           |
| VA Republik                | – | Sudan     | 2:1 (1:0) |